# Pokłonna Góra

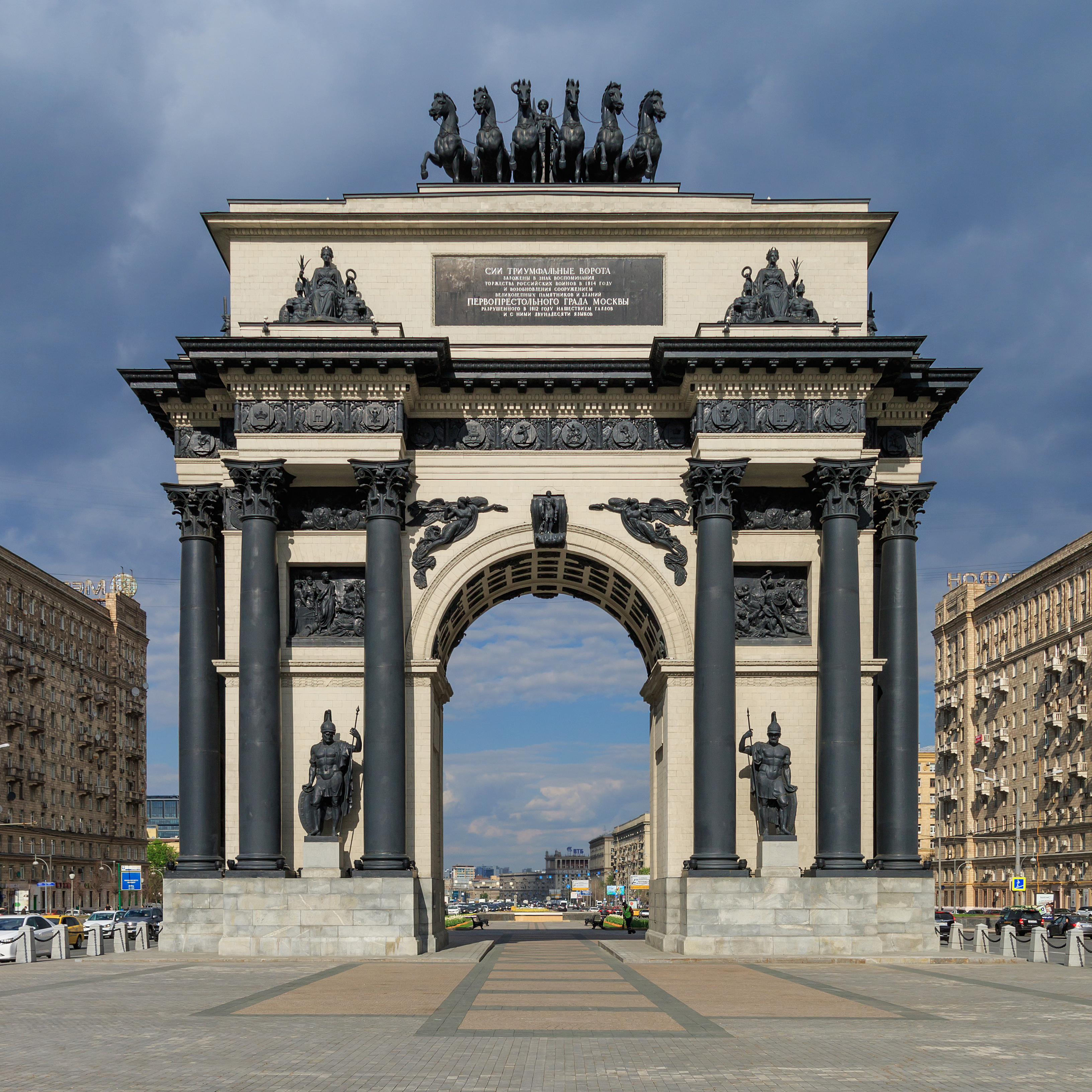
Widok na Łuk Kutuzowa

Pokłonna Góra (ros. Покло́нная гора, potocznie Pokłonka) to wzniesienie w Moskwie, w zachodniej części miasta, o wysokości 171,5 m, pomiędzy rzekami Setun i Filka.
Nazwa góry pochodzi z czasów, gdy góra znajdowała się daleko poza granicami miasta. Przybywający tu podróżni mogli podziwiać panoramę miasta i złożyć mu pokłon. Obecnie góra stanowi część Parku Zwycięstwa. W 1812 tutaj właśnie czekał Napoleon Bonaparte na klucze do Kremla.
Od 1936 w granicach miasta Moskwa. W latach 60. XX wieku zapadła decyzja o wzniesieniu tu muzeum rosyjskiego zwycięstwa nad wojskami napoleońskimi – w tym celu zrekonstruowano tu łuk triumfalny z lat 1814-1827, wzniesiono tu także dom z bali, w którym Kutuzow zadecydował o poddaniu Moskwy Napoleonowi. W 1962 wzniesiono tu budynek dla panoramy Bitwa pod Borodino Franza Roubaud.
W latach 80. zaczęto tu wznosić Muzeum Wielkiej Wojny Ojczyźnianej, zbudowane wraz z Parkiem Zwycięstwa w latach 1983-1995. W 2005 pomnik został uzupełniony o 15 kolumn symbolizujących fronty, na których walczyli radzieccy żołnierze.